# Matěj Zimprecht
Matěj Zimprecht, psal se také Czimprecht, Czymbrecht nebo Simbrecht (1624 Mnichov – pohřben 4. srpna 1680 Praha) byl český malíř figuralista v období raného baroka, především autor oltářních obrazů.

## Život
Narodil se jako nejstarší syn Petera Zimprechta a jeho manželky Ursuly ve služebném bytě při dvoře bavorského kurfiřta Maxmiliána I. v Mnichově. Jeho otec byl u dvora zedníkem a od roku 1633 služebníkem, starajícím se o osobní zavazadla kurfiřtovy rodiny. Pravděpodobně otec sjednal synovi vyučení se u tamního dvorního malíře Caspara Amorta (1612–1675), k němuž Matěj nastoupil 10. srpna 1640, základům malířského řemesla se učil u Hanse Donauera. Výuční list my byl vystaven roku 1646.
Po roce 1646 se Matěj vydal na tovaryšskou cestu, na níž je doložen roku 1650 ve Štýrském Hradci). Nepochybně pobýval také v Itálii, kde pod vlivem aktuální římské malby (Pietra Cortony) zformoval svůj výtvarný styl.

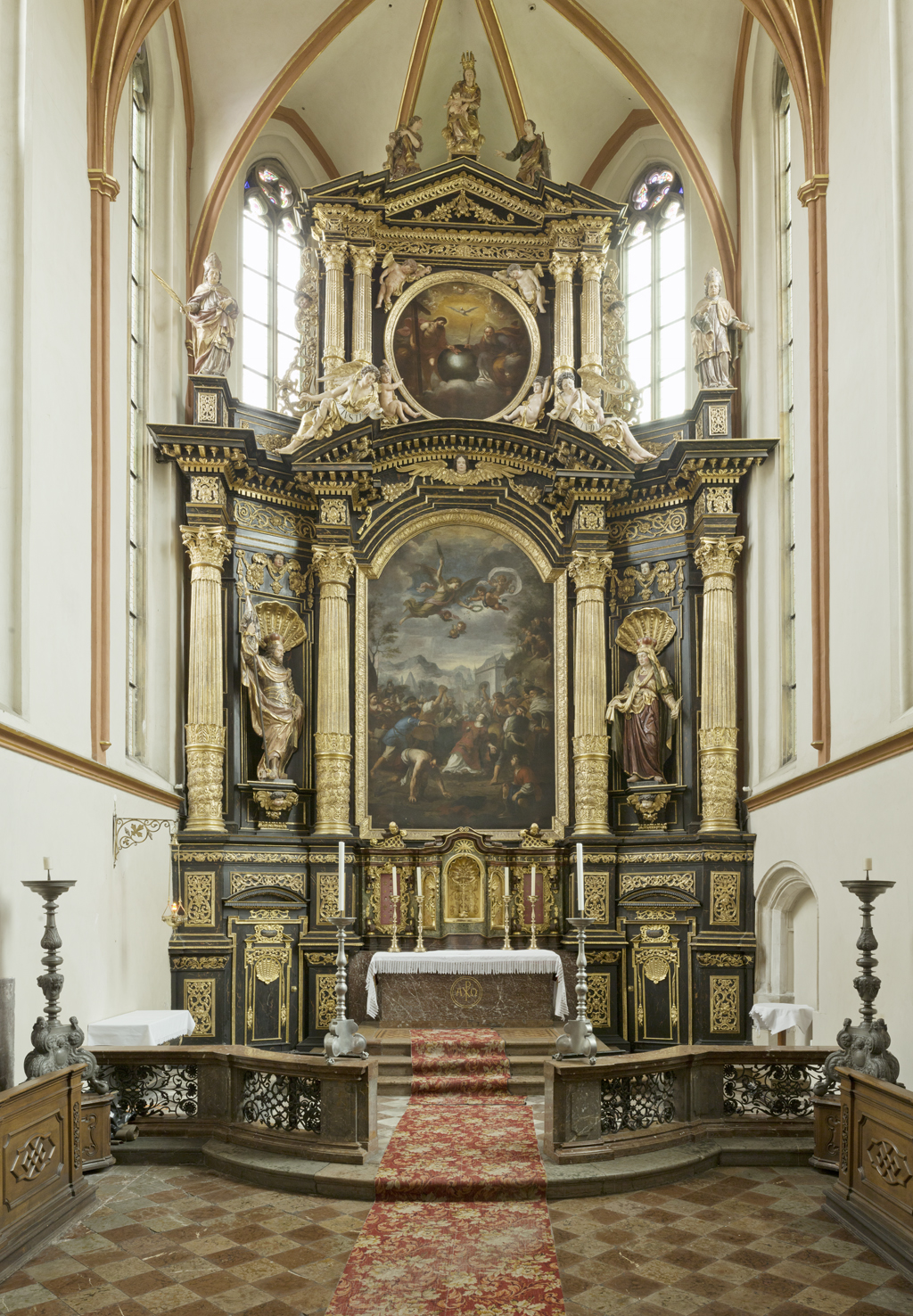
Hlavní oltář v kostele sv. Štěpána v Praze; hlavní obraz Ukamenování sv. Štěpána, v nástavci obraz Nejsvětější Trojice, z roku 1669

## Působení v Čechách
Od roku 1655 je Matěj Zimprecht doložen v Praze, kde až do roku 1667 působil ve službách hraběte Václava Michny z Vacínova jako soukromý malíř. Poté se usadil na Novém Městě pražském a stal se představeným tamního malířského cechu. Od té doby lze sledovat jeho malířskou činnost soustavněji – dodával oltářní obrazy pro tamní kostely (farní chrámy sv. Štěpána a sv. Jindřicha), ale také na Malou Stranu (chrám Panny Marie Vítězné), byl také autorem portrétů a velmi ceněných galerijních kusů, o kterých se až na výjimky dovídáme pouze ze sbírkových inventářů. Podle jediné návrhové kresby Hérakla, vítězícího nad lernskou hydrou, jsou známa témata z antické mytologie, další neznámé obrazy zachytil ve svých kresbách Jan Rudolf Špork. Z písemných zpráv jsou známy nedochované oltářní obrazy z kostela v Nepomuku, snad i v Kolíně. Matěj Zimprecht zemřel předčasně na mor během velké morové epidemie (stejně jako jeho mladší bratr Petr, rovněž malíř v Praze) a 4. srpna 1680 byl pohřben v novoměstském kostele sv. Štěpána. Nestihl již splnit zadanou zakázku na oltářní obraz sv. Jindřicha pro novoměstský kostel sv. Jindřicha.
Svým barevně svěžím, vpravdě barokním projevem, silně poznamenaným italskou (cortonovskou) malbou, směřoval dál než jeho starší současník Antonín Stevens a současně představoval antipod k výrazově soustředěnějšímu a světelně dramatičtějšímu Karlu Škrétovi. Jeho smrtí při velké morové epidemii v roce 1680 končí epocha prvních tvůrců barokního slohu v Čechách, současně jeho dílo představuje spojovací článek ke generaci nastupující v posledních desetiletích 17. století, Janu Jiřímu Heinschovi, Janu Rudolfu Bysovi, Janu Kryštofu Liškovi a Michaelu Václavu Halbaxovi.

## Dílo
- Klanění pastýřů, 40.-50. léta 17. století, Stará pinakotéka v Mnichově

České období tvorby poznáváme hlavně z oltářních obrazů v pražských kostelích nebo v galeriích.
- Sv. Tomáš Akvinský, v nástavci sv. Albert Veliký, obrazy na bočním oltáři kostela sv. Jiljí (1664)
- Ukamenování sv. Štěpána, obraz na hlavním oltáři v novoměstském kostele sv. Štěpána z roku 1669-1671
- Svatá Rodina se sv. Annou, Národní galerie v Praze (zápůjčka Řádu křižovníků s červenou hvězdou), (před 1672)
- Svatá Barbora, oltářní obraz v kostele sv. Jindřicha v Praze (1673); inspirováno Škrétovým obrazem
- Apoštolové Filip, Matěj a Jakub Menší, oltářní obraz z boční kaple Sv. Kříže katedrále sv. Víta (70. léta 17. století); originál v Uměleckých sbírkách Pražského hradu
- Apoteóza sv. Jana od Kříže, (1675-1676) v nástavci Panna Marie v oblacích (1679), obrazy na bočním oltáři chrámu Panny Marie Vítězné
- Karel Kunata Dobřenský z Dobřenic (1677), jediný identifikovaný portrét, původem z rodového sídla v Nedělišti u Hradce Králové; nyní v Muzeu Vysočiny v Jihlavě.
- Mrtvý Kristus oplakávaný anděly', depozit původem z novoměstského kostela sv. Štěpána (1679)
- Sv. Terezie z Ávily, sv. Jan od Kříže a ctihodný Denis Perronet, obrázky na poprsni kazatelny chrámu Panny Marie Vítězné (1679)

## Galerie

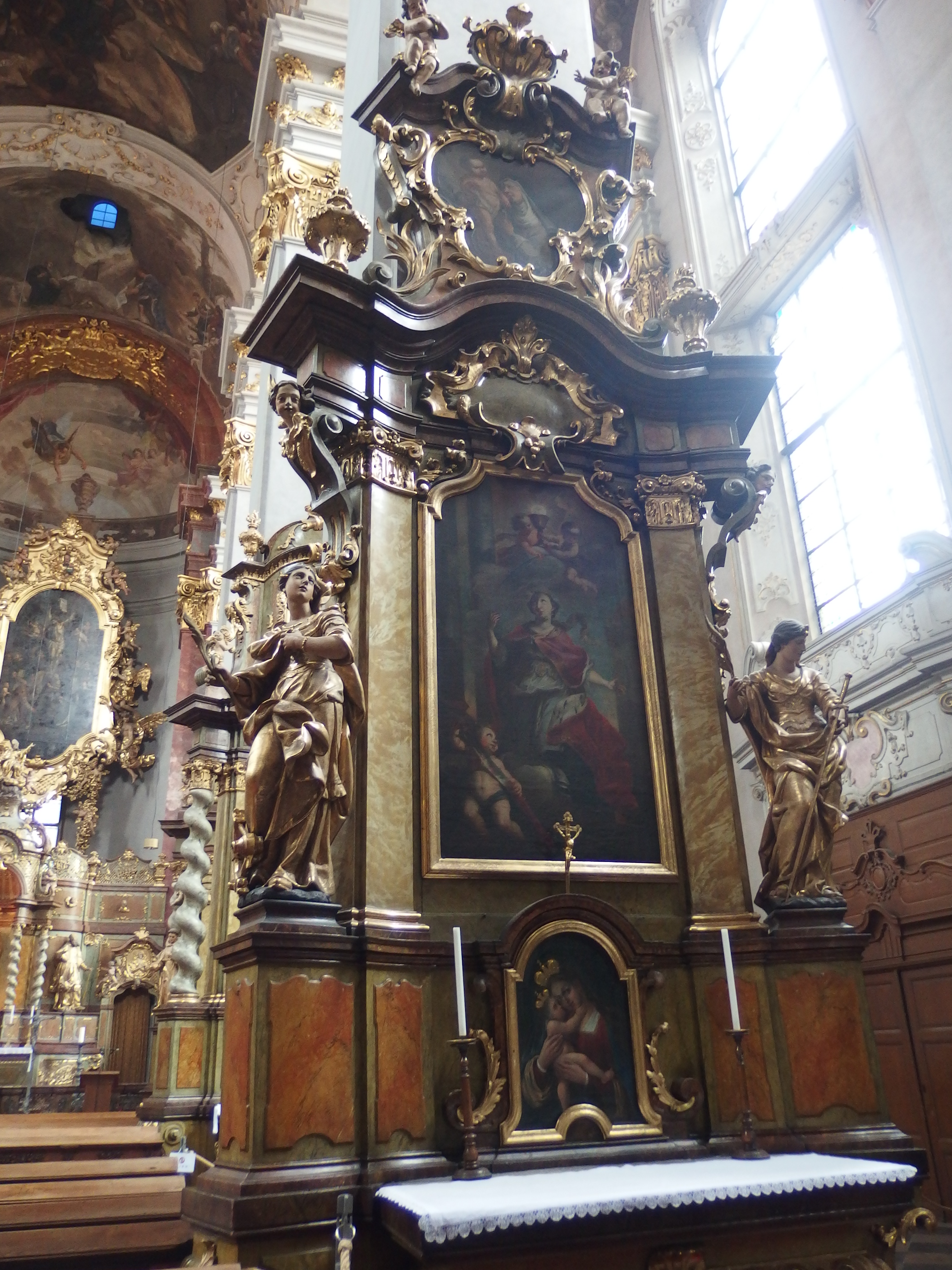
Oltář sv. Barbory, kostel sv. Jiljí (1673)
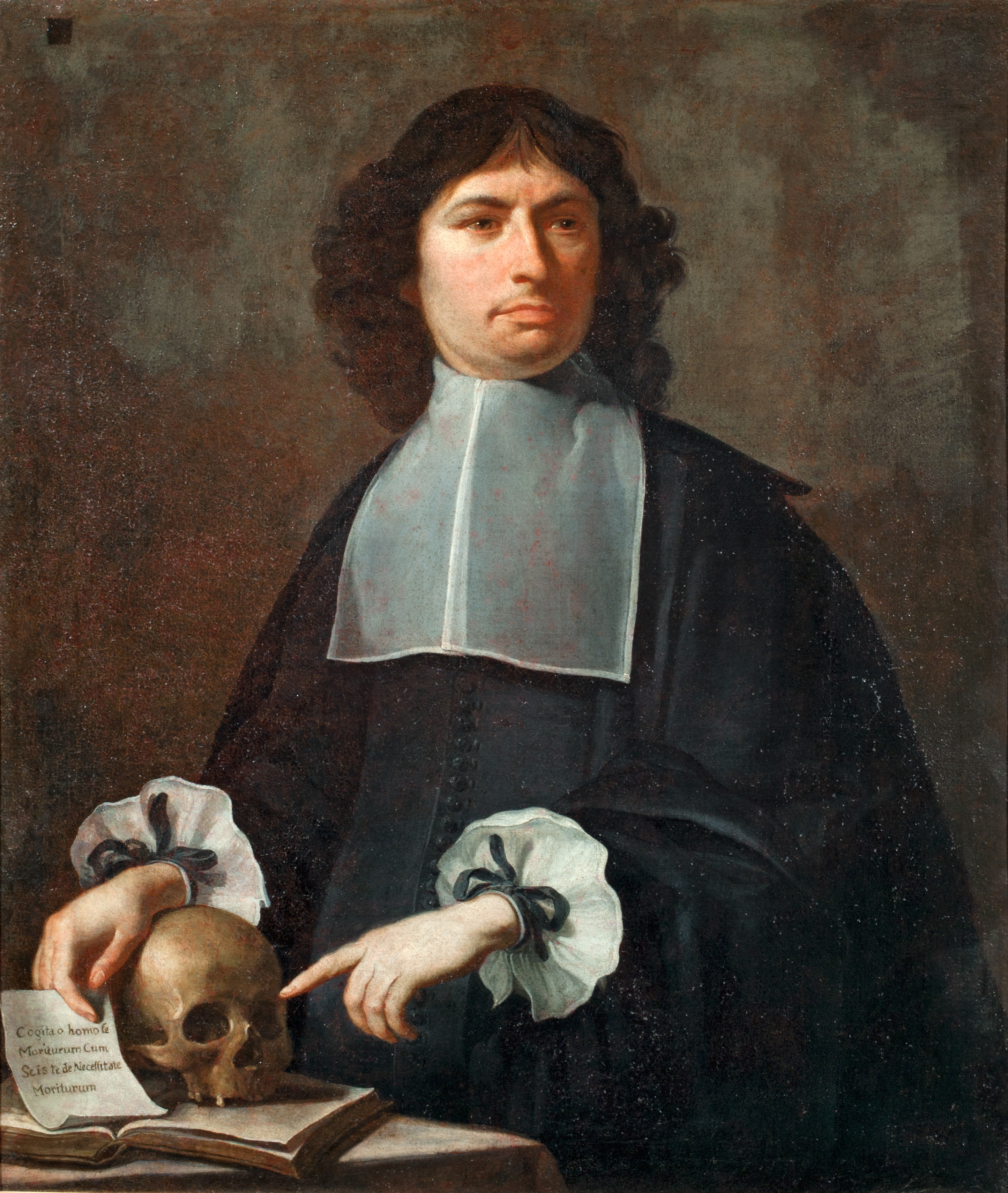
Karel Kunata Dobřenský z Dobřenic (1677), Muzeum Vysočiny Jihlava
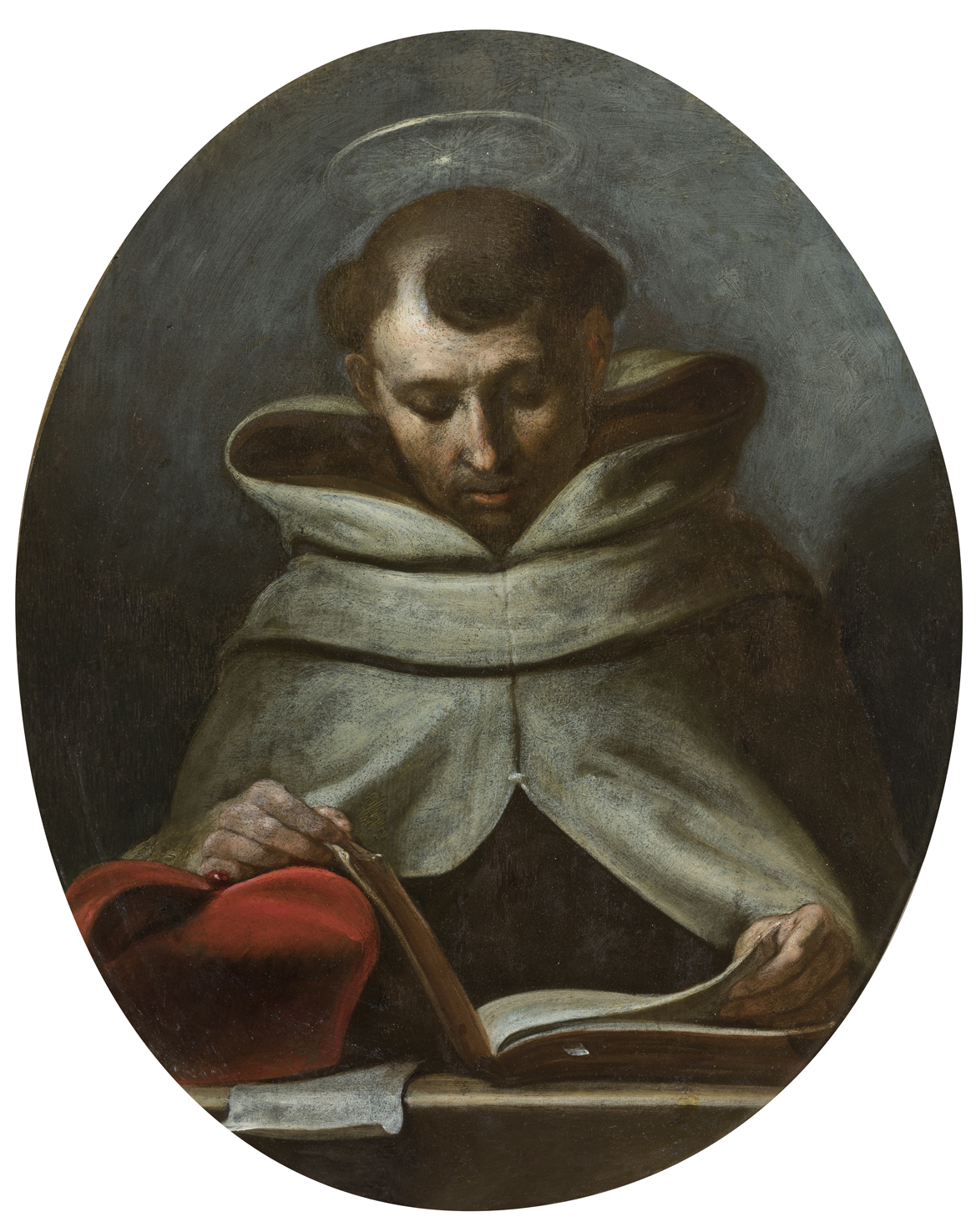
Ctihodný Denis Perronet (1678), kazatela v kostele Panny Marie Vítězné